# Шатийон, Алексис де
Алексис-Мадлен-Розали де Шатийон (фр. Alexis-Madelene-Rosalie de Châtillon; 22 сентября 1690 — 15 февраля 1754, Париж), герцог де Шатийон — французский военный и государственный деятель.

## Биография
Второй сын графа Клода-Эльзеара де Шатийона и Анн-Терезы де Море.
Первоначально был известен как шевалье де Шатийон. Свою первую кампанию проделал в 1703 году в качестве мушкетера, участвовал в битве при Экерене. После смерти старшего брата 13 октября стал титуловаться графом де Шатийоном и получил драгунский полк своего имени. Командовал им в Савойской армии герцога де Ла-Фёйяда, покорявшей вальденсов в долинах Сен-Мартен и Сен-Жермен.
Участвовал в атаке укреплений долины Аосты и подчинении города Аоста (1704), в осаде Кивассо (1705), в осаде Турина и битве под его стенами (1706). Служил в Лангедоке (1707—1708), в Дофинуазской армии (1709). В 1710 году внес вклад в изгнание англичан из Лангедока.
В 1711 году во Фландрской армии, в следующем году участвовал в атаке укреплений Денена, осадах Дуэ, Ле-Кенуа и Бушена. Бригадир (6.10.1712).
В апреле 1713 был определен преемником герцога Мазарини в великом бальяже и королевской префектуре Хагенау, в знак признания заслуг дома Шатийонов перед короной возведенных во фьеф для него и его мужского потомства с титулом великого бальи (обер-ландфогта) Хагенау, который носили принцы Австрийского дома во времена, когда этот город принадлежал империи.
В кампанию 1713 года участвовал в осадах и взятии Ландау и Фрайбурга.
Генеральный инспектор кавалерии и драгун (12.02.1714—03.1720), генеральный комиссар кавалерии (26.02.1714), оставил командование полком. Генерал-кампмейстер кавалерии (5.02.1716), лагерный маршал (1.02.1719).
2 февраля 1731 пожалован в рыцари орденов короля.
6 октября 1733 направлен в Итальянскую армию, в ноябре-декабре участвовал в осадах и взятии Джера-д'Адды, Пиццигеттоне, Миланского замка, в январе 1734 в осаде и взятии Тортоны. Сражался в битве при Парме. Генерал-лейтенант (1.08.1734). Командовал кавалерией в битве при Гуасталле, где дважды атаковал противника и в продолжение второй атаки получил пулевое ранение в бедро, которое долго лечил.
В 1735 году участвовал во взятии Гонзаги, Реджоло, Ревере. 15 марта с согласия короля продал должность генерал-кампмейстера кавалерии графу де Клермону, генеральному комиссару.
12 ноября 1735 назначен воспитателем дофина, первым дворянином его Палаты и великим магистром его гардероба.
В апреле 1736 возведен в достоинство герцога и пэра, принят в этом качестве Парламентом 11 мая.
4 мая 1739 назначен генеральным наместником Верхней и Нижней Бретани по смерти графа де Шатореньо.
В 1744 году сопровождал дофина в Мец, где находился Людовик XV, опасно заболевший во время своего эльзасского похода. Близость последнего причастия заставила Людовика отослать фаворитку мадам де Шатору, что отрицательно сказалось на его характере и позволило части придворных настроить мнительного монарха против сына и его наставника. Король был недоволен приездом дофина, не получившего на то позволения (которого Людовик в своем тогдашнем состоянии не мог дать физически), и усмотрел в этом демарше только стремление скорее наследовать власть. Вскоре герцог был изгнан в свои земли. Немилость длилась до 1747 года, но Шатийон больше не вернулся ко двору.

## Семья
1-я жена (17.01.1711): Шарлотта-Вотрюда Вуазен (1692—13.04.1723), дочь Даниеля-Франсуа Вуазена, сеньора дю Плесси и де Ла-Норе, канцлера Франции, великого казначея и командора орденов короля, и Шарлотты Трюден
Дети:
- Гоше-Даниель (20.09.1712—30.09.1717)
- Алексис-Гоше (крещен 24.11.1721, ум. 15.07.1723)
- Шарлотта-Розали (1.05.1719—6.04.1753). Муж (18.12.1735): Луи-Мари-Бретань-Доминик де Роган-Шабо (1710—1791), герцог де Роган

2-я жена (контракт 19.04.1725): Анн-Габриель Левенёр де Тийер (2.12.1699—3.01.1781), дочь Жака-Танги Левенёра, графа де Тийера, и Мишели-Габриели дю Ге-де-Баньоль, вдова Роже-Констана де Мадайяна, графа де Маникана
Дети:
- Олимп-Розали-Габриель (9.06.1728—10.05.1735)
- Анн-Луиза-Розали (19.10.1729—26.12.1734)
- Габриель-Луиза (20.09.1731—2.04.1824). Муж (19.01.1749): Максимильен-Антуан-Арман де Бетюн (1730—1786), герцог де Сюлли
- два мальчика-близнеца (р. и ум. 11.06.1733)
- герцог Луи-Гоше (26.07.1737—15.11.1762). Жена (4.10.1756): Адриенна-Эмили-Фелисите де Лабом-Леблан (29.08.1740—16.05.1812), единственная дочь и наследница Луи-Сезара де Лабом-Леблана, герцога де Лавальера, и Анн-Жюли-Франсуазы де Крюссоль